# Polystomella
Polystomella är ett släkte av svampar. Polystomella ingår i familjen Polystomellaceae, klassen Dothideomycetes, divisionen sporsäcksvampar och riket svampar.
|              | Parastigmatea                                                                           |
|              |                                                                                         |
| Polystomella | \| \| Polystomella costaricensis \| \| \| \| \| \| Polystomella banisteriae \| \| \| \| |
|              | \| \| Polystomella costaricensis \| \| \| \| \| \| Polystomella banisteriae \| \| \| \| |
|              | Dothidella                                                                              |
|              |                                                                                         |
|              | Munkiella                                                                               |
|              |                                                                                         |
|              | Polystomella costaricensis                                                              |
|              |                                                                                         |
|              | Polystomella banisteriae                                                                |
|              |                                                                                         |

|  | Polystomella costaricensis |
|  |                            |
|  | Polystomella banisteriae   |
|  |                            |